# Lego Technic

Offizielles Logo

Ein Lego-Technic-Truck von 2015

Lego Technic ist eine Lego-Produktserie aus Kunststoffstäben, -teilen und Klemmbausteinen. Lego verkauft in dieser Reihe vor allem fortgeschrittenere Modelle mit komplexeren technischen Funktionen, im Gegensatz 
zu den Klemmbaustein-Konstruktionen in anderen Lego-Reihen, die vor allem auf andere Aspekte fokussieren, wie beispielsweise hohen Spielwert für Kinder oder gutes Aussehen („Vitrinenmodelle“).
Das Konzept wurde von den Lego-Designern Jan Ryaa und Erik Bach entwickelt, 1977 als „Expert Builder“-Serie mit dem Slogan „Technik wie in Wirklichkeit“ eingeführt und 1984 in Technic umbenannt.
Technic-Bausets verwenden oft spezielle Bauteile, wie z. B. Zahnräder, Achsen und Stifte („Pins“). Andere Technikteile sind noppenlose Lochbalken (oft „Liftarme“ genannt) und Lochplatten, beispielsweise als Achslager. Einige Sets enthalten auch Pneumatikteile oder Elektromotoren. In den letzten Jahren wurden die Technic-Bauteile auch zunehmend in andere Lego-Sets übertragen, darunter die Bionicle-Sets (die früher als Teil der Technic-Serie verkauft wurden), sowie viele andere.
Der Stil der Lego-Technic-Sets hat sich im Laufe der Zeit verändert. Seit dem Jahr 2000 hergestellte Technic-Sets verwenden eine andere Konstruktionsmethode, die als „noppenlose Bauweise“ bezeichnet wird. Bei dieser Methode werden Liftarme und Stifte anstelle von genoppten Techniksteinen verwendet.
Mindstorms, eine Lego-Serie zum Bauen von Robotern, verwendet auch viele Technic-Teile, obwohl sie als separate Produktserie vermarktet wird. Die Mindstorms-NXT-Sets (seit 2006), sowie die neueste Mindstorms-EV3-Serie (seit 2013) basieren auf der noppenlosen Bauweise.

## Lego-Technic-Komponenten

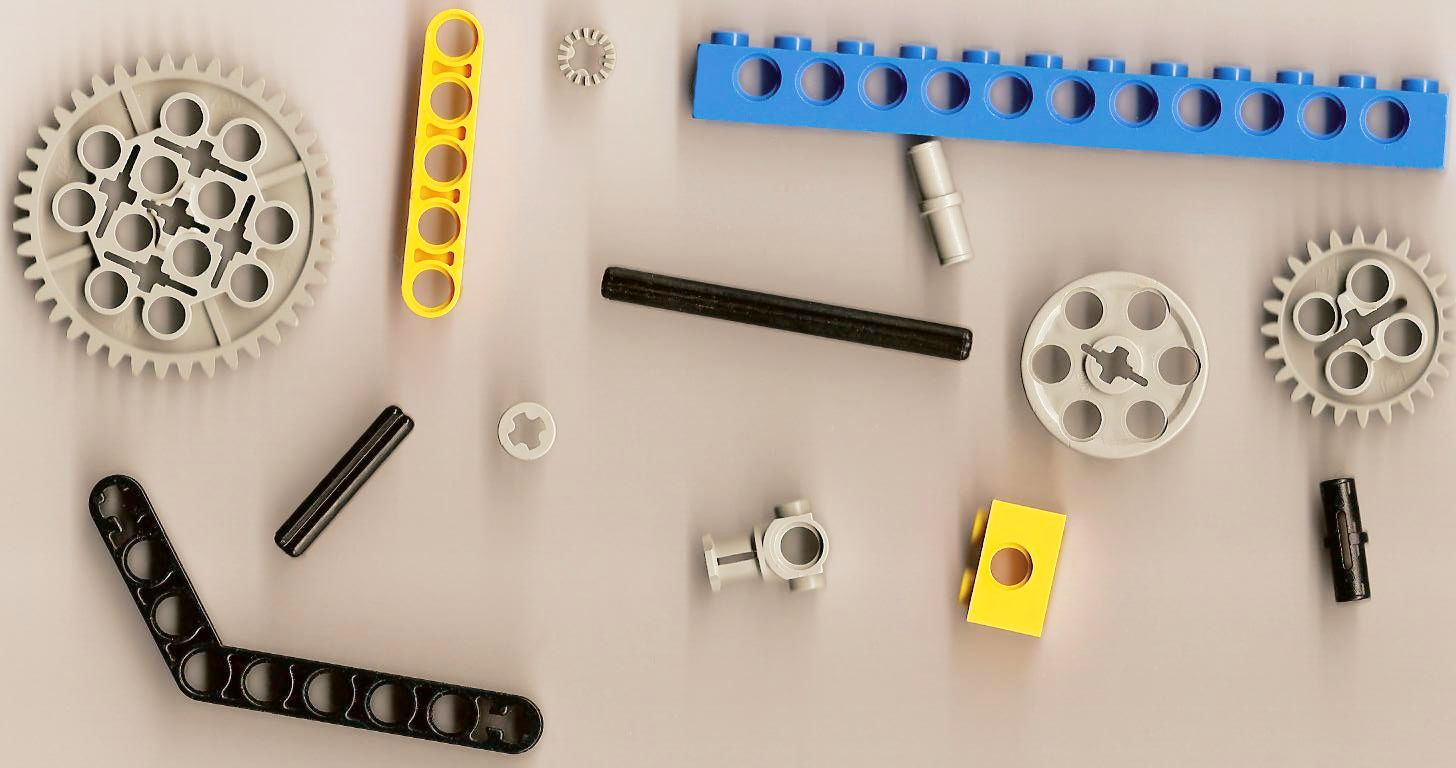
Verschiedene Technic-Bauteile

Das Lego-Technic-System erweitert die normalen Legosteine um eine ganze Reihe neuer Bauteile, die neue Funktionen und Baustile ermöglichen. Die bedeutendste Änderung gegenüber normalen Legosteinen besteht darin, dass die einreihigen Steine („Balken“) runde Löcher durch ihre vertikale Fläche haben. Diese Löcher können Stifte aufnehmen, um zwei Lochbalken nebeneinander oder unter einem Winkel fest zu verbinden. Die Löcher dienen auch als Lager für Achsen, an denen Zahnräder und Räder befestigt werden können, um komplexe Mechanismen zu erschaffen.

### „Genoppt“ (Stein) versus „noppenlos“ (Liftarm)
Die Grundelemente klassischer Lego-Technic-Modelle sind genoppte „Steine“ mit Löchern, also eine Variation der ganz normalen Legosteine. Als „Noppen“ werden dabei die abstehenden runden Knöpfe bezeichnet, mit denen sich Klemmbausteine verbinden lassen. Seit 1989 gibt es in Technic-Sets zusätzlich noppenlose Balken, auch „Liftarme“ genannt. Diese wurden ursprünglich vor allem als Styling-Elemente oder zur Herstellung kleinerer Unterbaugruppen verwendet, die dann mit Stiften am restlichen Rahmen befestigt wurden. Mit einer zunehmenden Zahl an Liftarm-Konstruktionen wurde um das Jahr 1998 ein Wendepunkt erreicht, als Modelle eingeführt wurden, die in erster Linie aus Liftarmen statt aus traditionellen Techniksteinen konstruiert waren. Dieser Wechsel von einer vorwiegend genoppten zu einer vorwiegend noppenlosen Bauweise stellte einen großen Paradigmenwechsel dar und war ziemlich umstritten.
Der Hauptvorteil der noppenlosen Bauweise sind neue Konstruktionsmethoden, die vorher nicht möglich waren. Liftarme sind genau eine Einheit hoch, im Gegensatz zu genoppten Steinen, die ein nicht ganzzahliges Vielfaches (6/5) einer Einheit hoch sind. Die Verwendung von genoppten Steinen kann bei vertikalen Konstruktionen umständlich sein, da Platten zwischen die Steine eingefügt werden müssen, damit die vertikalen Abstände zu den Lochabständen passen. Noppenlose Liftarme ermöglichen eine größere Flexibilität beim Bauen in mehreren Dimensionen, während sie gleichzeitig mit klassischen Steinen kompatibel bleiben. Manche Bastler finden auch, dass Modelle aus noppenlosen Liftarmen schöner aussehen als ihre Pendants mit genoppten Steinen.
Allerdings bringt die noppenlose Bauweise auch Nachteile mit sich. Noppenloses Bauen ist nicht unmittelbar intuitiv, sodass der Konstrukteur mitunter mehrere Schritte vorausdenken muss. Während die Steinkonstruktion dem klassischen Unten-nach-oben-Baumuster folgt, erfordert die noppenlose Bauweise das Bauen von innen nach außen. Noppenlose Konstruktionen sind oft biegsamer als eine funktionsgleiche Technikstein-Konstruktion. Dies liegt an der Biegsamkeit der fixierenden Stifte, die zur Befestigung der noppenlosen Teile verwendet werden, während die Steine eine steifere Reibungspassung bieten. Zur Verkleidung der noppenlosen Modelle wurden sogenannte Paneele eingeführt. 
Die genoppten Steine sind nie vollständig aus der Technic-Serie verschwunden, spielen jedoch seit dem Paradigmenwechsel nur eine sehr untergeordnete Rolle. Beispielsweise werden sie beim Kranwagen 8421 als Frontgitter verwendet.

### Zahnradgetriebe

Getriebe aus verschiedenen Zahnrädern

Zahnräder sind seit 1977 in Lego-Technic-Sets enthalten, um Drehbewegungen zu übertragen und zu übersetzen. Zahnräder gibt es in verschiedenen Größen: Stirnräder mit 8 Zähnen, 16 Zähnen, 24 Zähnen und 40 Zähnen; Doppelkegelräder mit 12 Zähnen, 20 Zähnen, 28 Zähnen und 36 Zähnen; und Einfachkegelräder mit 12 Zähnen und 20 Zähnen. Die Doppelkegelräder sind so geschnitten, dass sie auch als Stirnräder ineinandergreifen können. Es gibt auch ein Stirnrad-Kupplungszahnrad mit 16 Zähnen, ein Doppelkegelrad-Kupplungszahnrad mit 20 Zähnen und ein Rutschkupplungs-Zahnrad mit 24 Zähnen, das ab einem bestimmten Drehmoment durchrutscht, um zu verhindern, dass Motoren Teile beschädigen oder selbst durchbrennen.
Zusätzlich zu den normalen Zahnrädern enthalten einige Bausätze eine Zahnstange, eine Kupplung und sogar Schneckengetriebe und Differentialgetriebe. Das ursprüngliche Differential hatte ein Kegelrad mit 28 Zähnen, das so konstruiert war, dass es mit den Kegelrädern mit 14 Zähnen (ersetzt durch die Zahnräder mit 12 Zähnen) ineinandergreifen kann, um eine Untersetzung von 2:1 zu erreichen. Es kann auch mit den neueren Doppelkegelrädern in Eingriff gebracht werden. Es wurde durch eine neuere Konstruktion ersetzt, die auf gegenüberliegenden Seiten des Gehäuses Zahnräder mit 16 Zähnen und 24 Zähnen enthält. Das Gehäuse nimmt im Inneren drei 12-Zahn Kegelräder auf.
Seit 2008 gibt es eine aktualisierte Version des ursprünglichen Differentials, die für die noppenlose Bauweise optimiert wurde.
Auch Ketten wurden als zusätzliche Möglichkeit zur Verbindung von Zahnrädern eingeführt. Die Spannung (die sich aus der richtigen Anzahl der verwendeten Kettenglieder ergibt) ist zusammen mit der Kombination der verwendeten Zahnradgrößen entscheidend für einen zuverlässigen Betrieb. Die kleinsten 8-zähnigen Zahnräder werden für diesen Zweck nicht empfohlen.

### Pneumatic

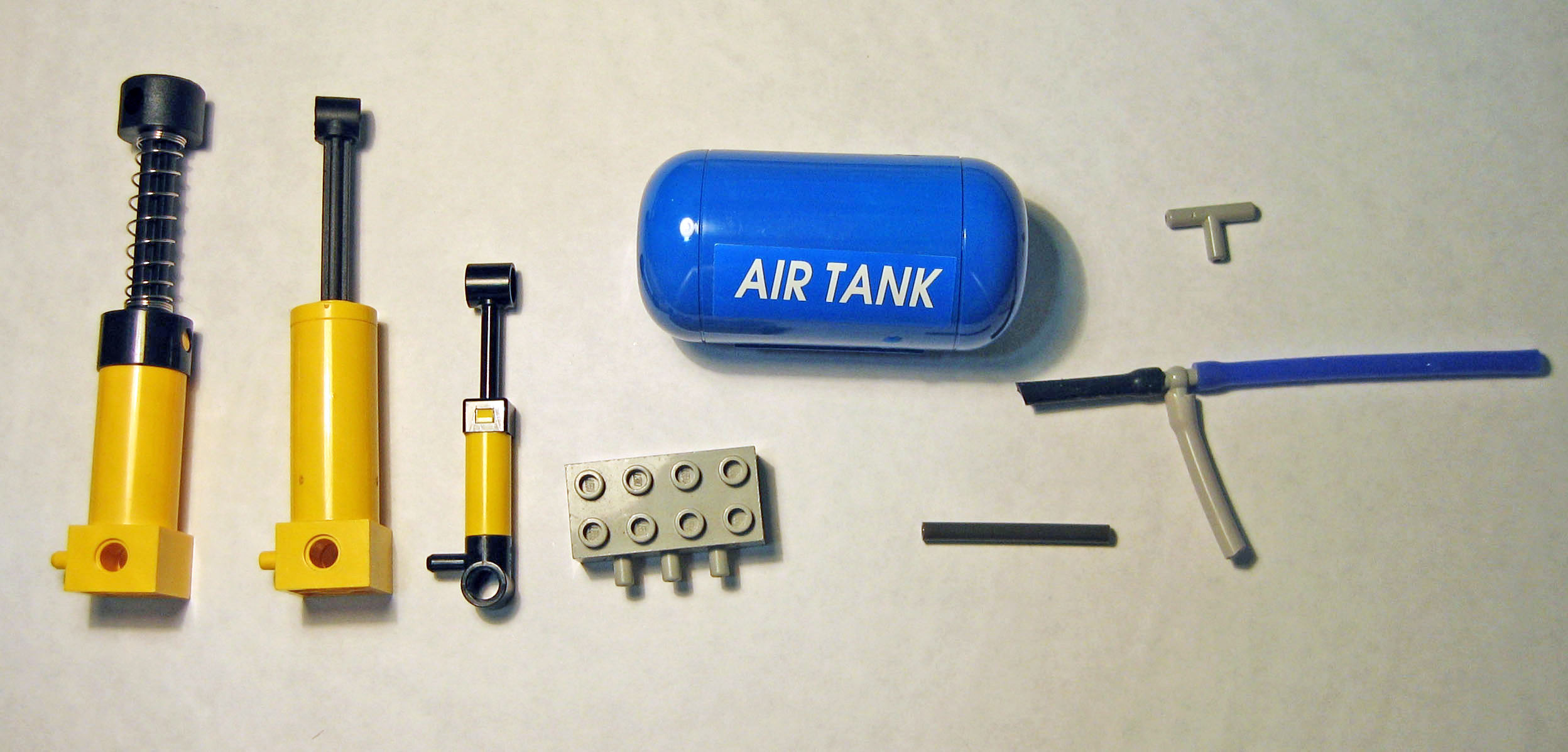
Pneumatic-Komponenten der ersten und zweiten Generation

Lego-Pneumatic-Komponenten wurden 1984 mit dem Set 8851 eingeführt und erlauben den Aufbau funktioneller pneumatischer Systeme, die Druckluft in mechanische Bewegung umsetzen. Oftmals bilden die einzelnen Pneumatik-Komponenten im Modell Hydraulik-Komponenten ihrer Vorbilder nach.
Pneumatische Schaltkreise in Lego Technic beinhalten eine Druckpumpe, Druckluftschläuche, Wechselventile (Schalter), Arbeitszylinder, und optional einen Druckluftbehälter. Die Schläuche sind aus flexiblen Gummi, und werden mit dünneren Plastikröhrchen so wie T-Stücken miteinander verbunden. In der ersten Pneumatic-Generation (1984–1988) hatten die Zylinder nur einen einzigen Luftanschluss und wurden mit Unterdruck und Überdruck in zwei Richtungen betrieben. Die Luftpumpe (in rot) konnte dazu beide Druckarten erzeugen, ein zusätzlicher Verteilerblock mit Rückschlagventilen hat die beiden Flussrichtungen voneinander getrennt. Hierbei war die Kraft in Saugrichtung prinzipbedingt eingeschränkt.
In der zweiten Generation ab 1989 wurden doppeltwirkende Zylinder mit zwei Anschlüssen eingeführt, die mit Druckluft sowohl aus- als auch eingefahren werden konnten. Die neue Luftpumpe (in gelb) bekam ein Rückschlagventil, um nur noch Überdruck zu erzeugen (wie eine Fahrradpumpe). Zusätzlich wurde im Jahr 1992 mit dem Truck 8868 eine kleine Pumpe ohne Feder eingeführt, die fortan mit einem Elektromotor als elektrischer Kompressor betrieben werden konnte. Ein zweites Technic-Modell mit Kompressor, der Unimog 8110, erschien erst 19 Jahre später. Seitdem findet die Technik wieder in mehreren Modellen Verwendung. 1997 kam mit dem U-Boot 8250 ein blauer Drucklufttank („Air Tank“) hinzu, der genügend Druckluft für mehrere Ein-Ausfahr-Zyklen der Zylinder speichern konnte.
Mit zunehmender noppenloser Bauweise wurde im Jahr 2003 eine dritte, noppenlose Generation der Schalter und Zylinder in unterschiedlichen Größen eingeführt. In neueren Modellen übernehmen immer öfter auch die später eingeführten rein mechanischen Linearantriebe klassische Aufgaben der Pneumatikzylinder.

### Motoren
Das Lego-Technic-System umfasst seit jeher eine Auswahl unterschiedlicher Elektromotoren. Diese unterscheiden sich in Form, Nennspannung, Leistung, Drehzahl, Ansteuerung und elektrischer Energiequelle mit entweder Batterie- (über einen angeschlossenen Batteriekasten) oder Netzbetrieb (über einen Trafo). Während einige Sets direkt mit Motoren und ergänzenden Komponenten verkauft werden, sind manche andere Sets für den Einbau von Elektromotoren nur vorbereitet, die separat erworben werden können.
Die allerersten Motoren x469b hatten eine Spannung von 4,5 Volt und bestanden aus einem modifizierten „Modelleisenbahn Motor“ x469. Zusammen mit den vier angetriebenen Buchsen für die Räder wurde ein Achsloch hinzugefügt, das die Verwendung von Achsen unterschiedlicher Länge ermöglichte. Obwohl diese in Bausätzen mit Technic-Teilen herausgegeben wurden, wurden sie nicht als Technic-Motoren verkauft.

#### Electric System
Der erste dedizierte Technic-Motor war ein abgerundeter 4,5-Volt-Baustein 6216m, der 1977 als Teil des Expert Builder Power Pack 960 und des Ergänzungssets 870 herausgebracht wurde. Dieser gab seine Leistung über eine kleine vorstehende Achse ab, die sich drehte, wenn der Motor angeschlossen war. Der Motor hatte kein Getriebe, und somit eine hohe Drehzahl bei niedrigem Drehmoment. Getriebe und ein quadratisches Gehäuse waren erhältlich. Ein 12-Volt-Motor mit den gleichen Abmessungen wie der 4,5-Volt-Motor wurden im Set 880 angeboten. Die 12-Volt-Version ist optisch dadurch unterscheidbar, dass sie nicht grau, sondern schwarz ist.
1990 wurde ein 9-Volt-Motor 2838 eingeführt und bis 1996 in Sets verkauft. Dieser Motor hatte ein quaderförmiges Gehäuse mit 4×5 Grundfläche. Ohne eingebautes Getriebe rotierte die vorstehende Achse relativ schnell mit einer Drehzahl von 4100/min. 1997 wurde der Motor durch einen etwas kompakteren 9V Mini-Motor 71427 mit Getriebe ersetzt, der nur noch mit 360/min rotiert. Dieser wurde 2002 durch ein leichteres, aber äußerlich identisches Modell 43362 ersetzt.
Von 1993 bis 1996 gab es zusätzlich noch einen sehr kleinen (2×2 Grundfläche) roten Mikromotor 5119 mit nur 35/min, der im Multi Control-Set 8082 und im Space-Shuttle 8480 Verwendung fand.

#### Power Functions

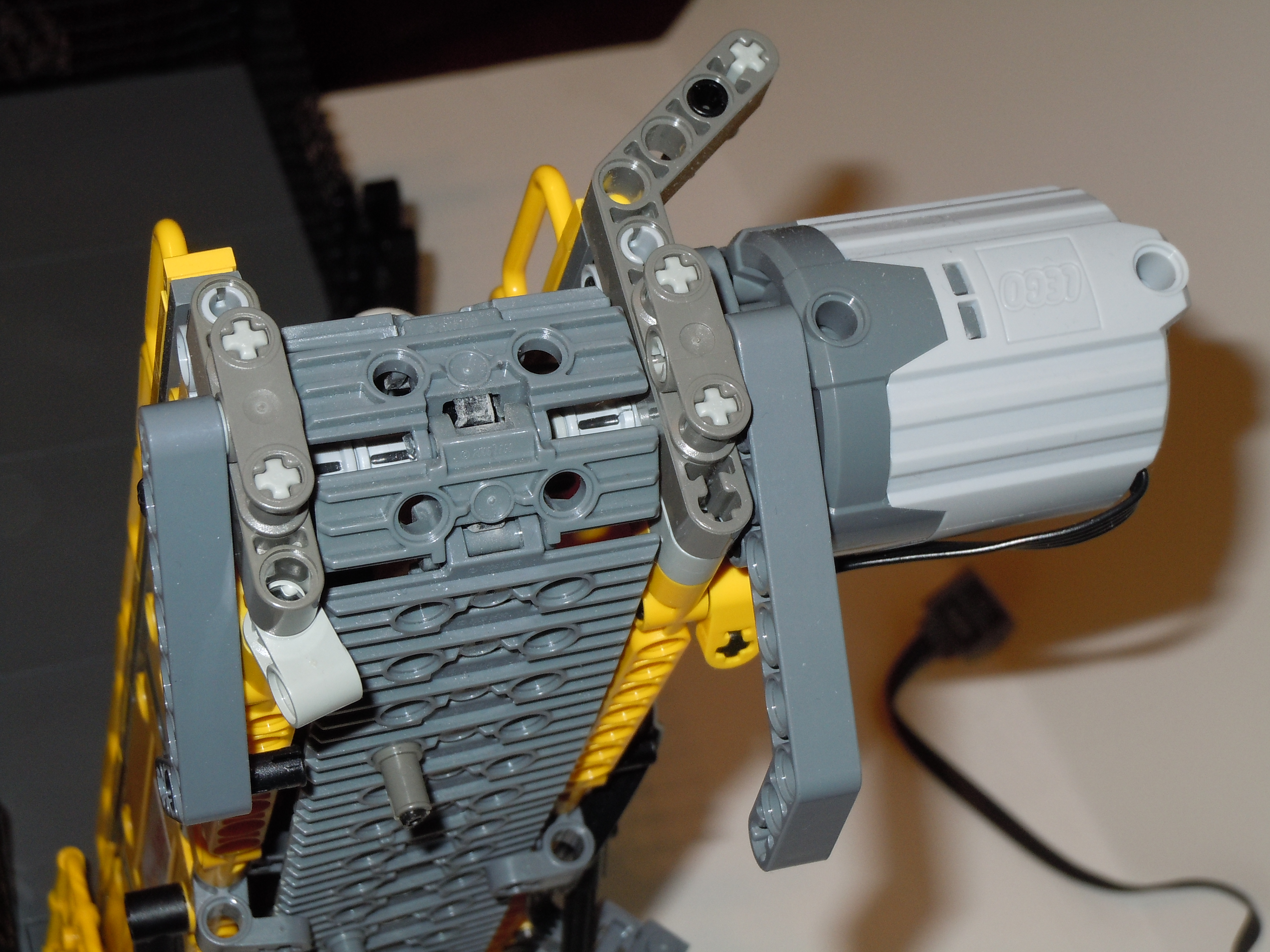
Ein Förderband mit 9V-Power-Functions-XL-Motor von 2007

Ende 2007 wurde ein neues Motorsystem mit der Bezeichnung Power Functions herausgebracht, erstmals enthalten im Set 8275 „RC Bulldozer“. Mit den Power Functions wurden neben neuen Motoren auch neue Batteriekästen, Schalter, eine Infrarot-Fernsteuerung und Infrarot-Empfänger eingeführt, wodurch ferngesteuerte Modelle gebaut werden können. Später wurden noch einige weitere Funktionen und Kontrollmöglichkeiten hinzugefügt. Lego vertrieb auch Technic-Modelle, die für eine einfache Nachrüstung mit Power Functions vorbereitet waren oder mit Alternativen anderer Hersteller wie SBrick oder Buwizz aufgerüstet werden konnten. Beispielsweise werden Modelle wie der Bagger 8294 und der Teleskoplader 8295 als klassische Lego-Technic-Modelle mit manuellem Betrieb verkauft, aber enthalten bereits den freien Platz für die Power-Functions-Komponenten und ihre Bauanleitungen beschreiben, wie sie umgerüstet werden können.
Es gibt die Motorvarianten M (8883, 405/min, 1,2 Watt), L (88003, 390/min, 1,9 Watt), XL (8882, 220/min, 2,6 Watt) und Servo (88004, mit geregelter Winkelposition). Die Gehäuse sind nun überwiegend noppenlos ausgeführt. Statt der festen Achse enthalten die Motoren ein Achsloch, das die Verwendung unterschiedlich langer Achsen ermöglicht. Die Verbindungskabel sind nun vierpolig, wobei zwei Adern als Versorgungsleitung eine fixe Polung bei 9 V besitzen, und die anderen beiden über ihre Polung die Drehrichtung steuern. Über ein Pulsweitenmodulationssignal bei 1,15 kHz auf den Steuerleitungen kann die Drehgeschwindigkeit der Motoren oder der Drehwinkel des Servos in mehreren Schritten geregelt werden. Die Kabel besitzen neuartige Stecker, sind jedoch abwärtskompatibel zu den früheren, zweiadrigen Verbindungskabeln des Electric System.
Zur Power-Functions-Produktreihe gehören auch Linearantrieb-Bauteile (Linear-Aktuatoren), die nicht separat verkauft werden, und in vielen Modellen wie dem Bagger 8294 und dem Truck mit Power-Schwenkkran 8258 eingesetzt werden; zuvor waren Modelle mit entsprechenden Funktionen meist pneumatisch betrieben.

#### Powered Up und Control+

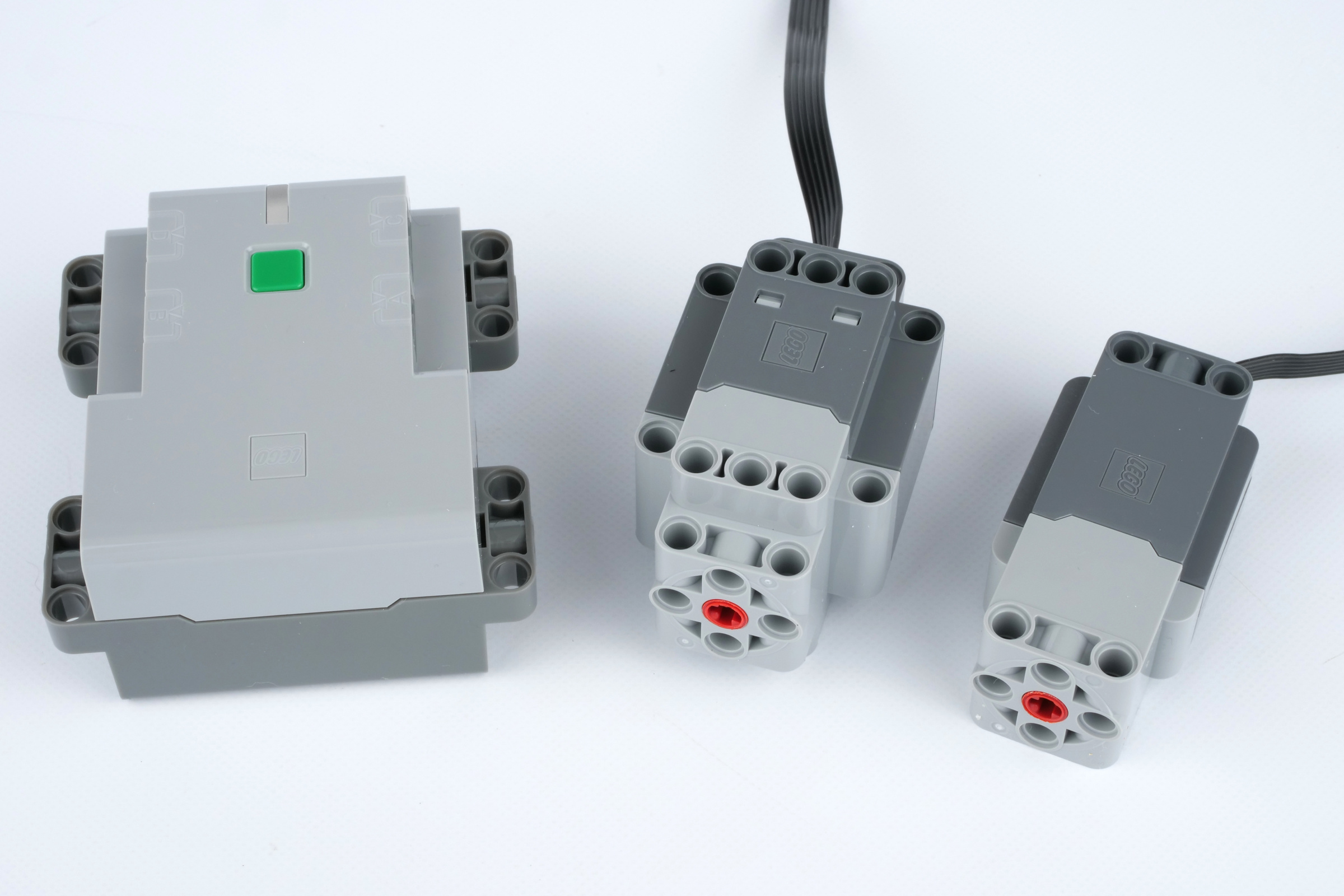
Control+ Motoren von 2019

Mitte 2019 brachte Lego das bereits aus Lego City und Lego Boost bekannte System Powered Up zusammen mit der App Control+ in die Technic-Themenwelt. Der zugehörige Technic-Hub erfordert zur Ansteuerung über Bluetooth ein Smartphone, eine direkte Ansteuerung ohne Smartphone über die Powered Up Fernbedienung ist nicht ohne weiteres möglich. Die Komponenten werden sowohl in Sets als auch einzeln verkauft. Zum Start der neuen Elektronik wurden zwei große Sets herausgebracht, um das neue System zu demonstrieren: der „Allrad Xtreme“-Geländewagen 42099 und der „Liebherr Bagger R 9800“ 42100.  Powered Up ist nicht abwärtskompatibel zu den Power Functions und die modellspezifische App Control+ kann nicht ohne weiteres auf selbst entworfene Modelle übertragen werden. Für die Erstellung eigener Steueroberflächen oder programmierter Abläufe muss auf die Themenwelt übergreifende Powered Up - App zurückgegriffen werden. Laut Lego erfordert die Anwendungssoftware (App) entweder das Betriebssystem Android (ab Version 6 „Marshmallow“) oder iOS 11.
Da der neu erschienene Technic-Hub über einen internen Speicher verfügt, lässt er sich über Software von Drittanbietern wie PyBricks ähnlich Lego Mindstorms mit einem eigenen Programm bespielen. Die Motoren wurden ebenfalls an vergleichbare Mindstorms-Modelle angeglichen und verfügen nun über einen Winkelsensor.

### Technic-Figuren

Technic-Figur

Technic-Figuren sind Figuren, die sporadisch in Technic-Sets auftauchten, aber häufig in der CyberSlam/Competition-Serie. Sie wurden erstmals 1986 in der Arctic-Action-Serie eingeführt und wurden bis 2001 hergestellt. Sie sind deutlich größer als die Lego-Minifiguren und haben einige Gelenke mehr, einschließlich flexibler Ellbogen- und Kniegelenke. Die Figuren werden bereits zusammengebaut geliefert und sind nicht zum Zerlegen gedacht, jedoch können die Einzelteile durch starkes Ziehen abgetrennt werden. Sie können sowohl mit den normalen Legosteinen als auch mit Technic-Teilen verbunden werden, und die Technic-Stifte passen in ihre Hände. Es gab 27 verschiedene Technic-Figuren, einige Sets enthielten die gleichen Figuren aber mit unterschiedlichem Zubehör und Aufklebern.
1999 führte Lego Technic die Slizer ein, farbenfrohe Action-Figuren, die mit Lego-Technic-Teilen gebaut und in der Technic-Serie vertrieben wurden. Die Slizer-Sets kamen zwischen 1999 und 2000 heraus und bestanden aus 10 Hauptfiguren Feuer, Eis, City, Tiefsee, Master, Dschungel, Felsen, Energie, Flammen und Blitz sowie 2 Titanfiguren Millennium und Donner. Slizer wurde später im Jahr 2000 durch RoboRiders ersetzt. RoboRiders ähnelten konzeptionell den aus Technic gebauten Slizern mit sechs Hauptfiguren Swamp, Lava, Frost, Onyx, Dust, Power und The Boss. RoboRiders wurde im folgenden Jahr durch Bionicle ersetzt, das sich später in eine eigene Linie ausgliederte und seitdem kein Teil von Lego Technic mehr ist.

## Produktentwicklung
Seit den 2010er Jahren werden für ausgewählte Modelle verstärkt Kooperationen mit Fahrzeug- und Baumaschinenherstellern eingegangen.

## Video
- Beyond the Brick: The Man Who's Designed LEGO Sets for 45 Years auf YouTube, 15. März 2019. (Video; 23:09 min; englisch)